# Saint-Maixant (Creuse)
Saint-Maixant – miejscowość i gmina we Francji, w regionie Nowa Akwitania, w departamencie Creuse. Nazwa miejscowości pochodzi od imienia św. Maksencjusza.
Według danych na rok 1990 gminę zamieszkiwało 255 osób, a gęstość zaludnienia wynosiła 18 osób/km² (wśród 747 gmin Limousin Saint-Maixant plasuje się na 386. miejscu pod względem liczby ludności, natomiast pod względem powierzchni na miejscu 465.).